# Abd-Al·lah ibn Hàtim al-Bahilí d'Armènia
Abd-Al·lah ibn Hàtim ibn an-Numan al-Bahilí fou governador d'Armènia del 695 al 698 i del 706 al 709, com a lloctinent de Muhàmmad ibn Marwan.
El 695 Muhàmmad va tornar a Síria i va deixar com a ostikan (prefecte) a Abd-Al·lah al-Bahilí.
Vers el 700 fou derrotat pels armenis a Vardanakert.
El 706 Muhàmmad (que des del 702 tornava a ser governador) va sortir d'Armènia i Abd-Al·lah va restar un altre cop al seu lloc, fins al 709 en què fou nomenat Màslama ibn Abd-al-Màlik ibn Marwan, germà del califa Al-Walid ibn Abd-al-Màlik.